# Phoxinellus
Phoxinellus es un género de peces de la familia Cyprinidae y de la orden de los Cypriniformes. Fue encontrado en la península balcánica.

## Especies
El género tiene tres especies reconocidas:
- Phoxinellus alepidotus Heckel, 1843
- Phoxinellus dalmaticus Zupančič & Bogutskaya, 2000
- Phoxinellus pseudalepidotus Bogutskaya & Zupančič, 2003